# Дэдэ
Дэдэ — починок в Шарканском районе Удмуртской Республики, входит в состав Мишкинского сельского поселения.

## История
На 01.03.1932 и по данным на 01.08.1957	починок	Дэдэ входил в	Нижнеказесский сельсовет Шарканского ёроса (района). На 01.06.1965	починок	Дэдэ входил в	Малоказесский сельсовет Воткинского района. Начиная с данных на 01.07.1971 — Мишкинский сельсовет, Шарканский район.	

## География
Расположен в восточной части республики на Тыловайской возвышенности у реки Казеска.  

## Население
| 2010 | 2012 |
| ---- | ---- |
| 32   | ↘29  |

## Инфраструктура
Личное подсобное хозяйство.

## Транспорт
Просёлочная дорога в Старые Быги.